# Clusiodes angulosus
Clusiodes angulosus är en tvåvingeart som beskrevs av Masahiro Sueyoshi 2006. Clusiodes angulosus ingår i släktet Clusiodes och familjen träflugor. Inga underarter finns listade i Catalogue of Life.